# Igunga

Distrikt i Taboraregionen

Igunga är ett av sju distrikt i regionen Tabora i Tanzania. Det hade en befolkning på 400 000 invånare vid folkräkningen 2012. Det ligger ungefär 300 kilometer nordväst om landets huvudstad Dodoma. Igunga ligger omkring 1 090 meter över havet.
I distriktet fanns 137 grundskolor och 33 yrkesskolor 2019.
Där finns två sjukhus, fem vårdcentraler och 59 apotek.
I distriktet finns bland annat staden Nkinga med Nkinga referral hospital, ett missionssjukhus som invigdes 1961 och har sina rötter i Pingstmissionens missionsstation. Det drivs idag av Free Pentecostal Churches of Tanzania. Vid sjukhuset finns också en sjuksköterskeskola.

## Bildgalleri

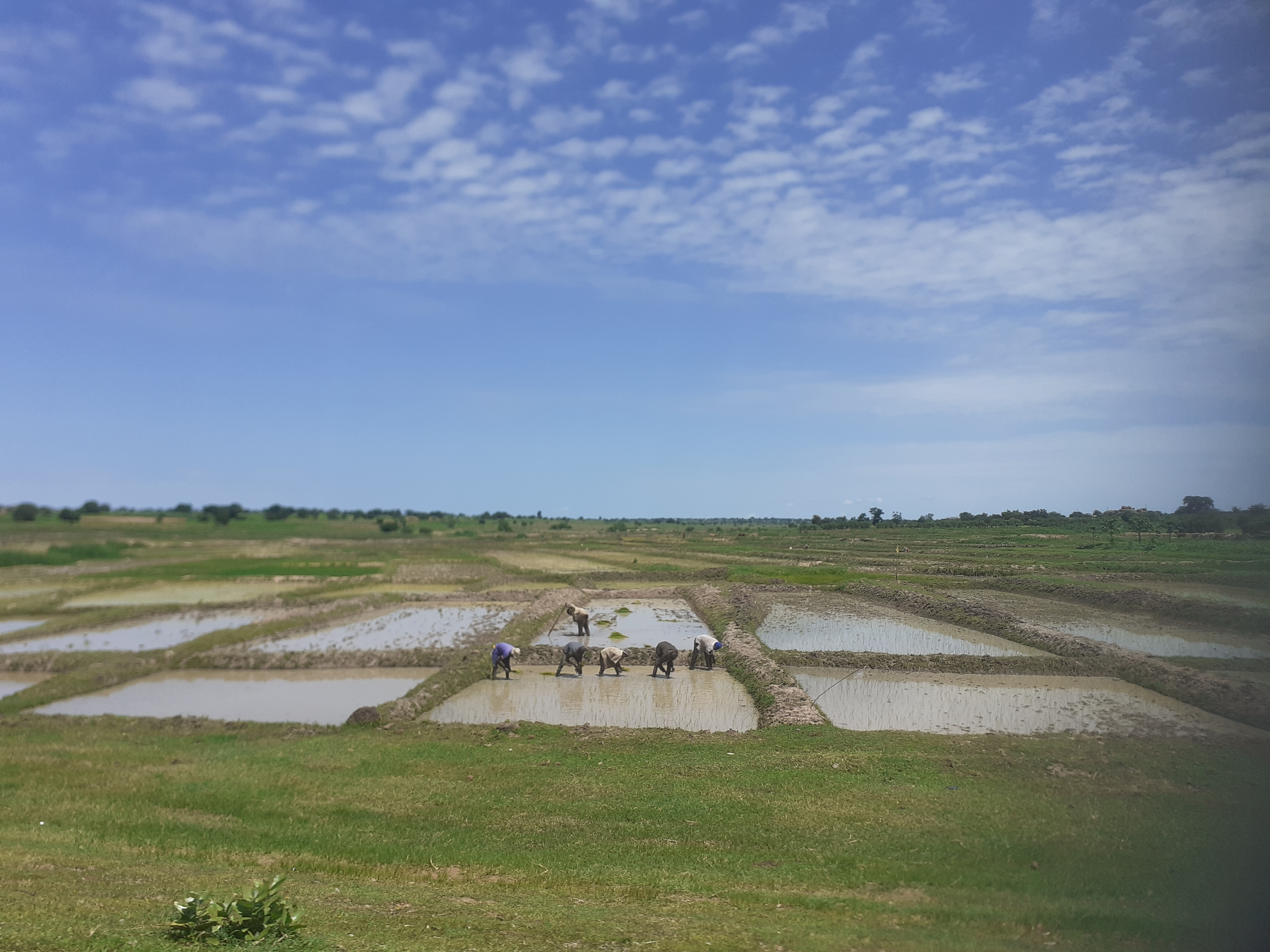
Risfält nära riksvägen T3
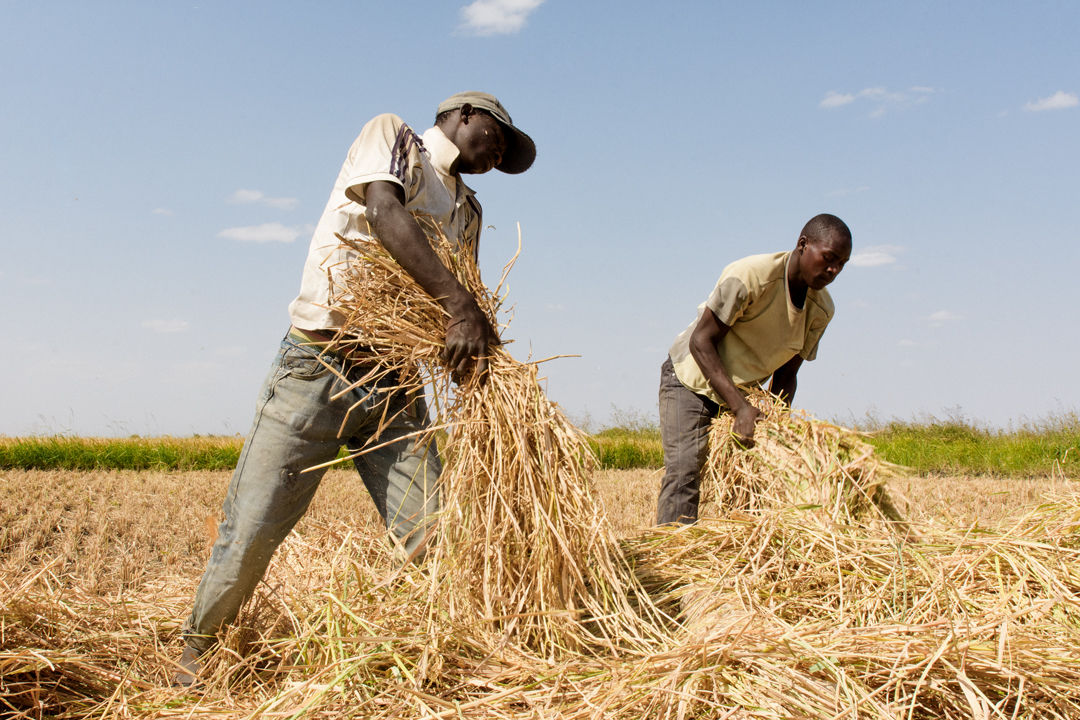
Skörd för hand av ris i Igunga
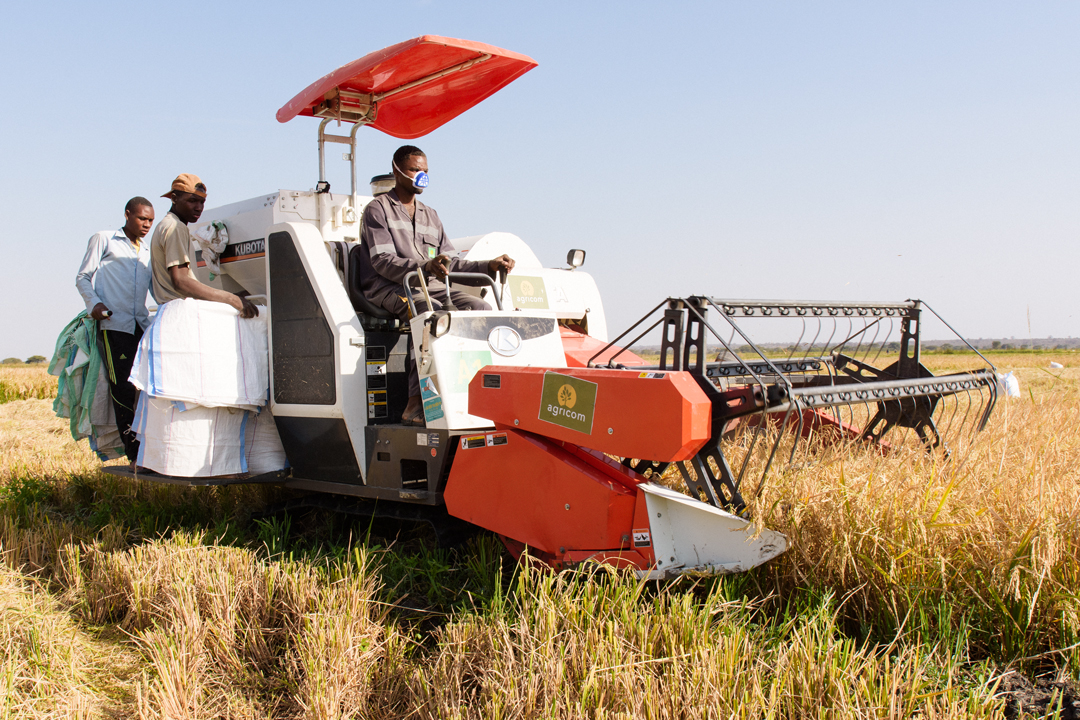
Riskörd med skördetröska i Igunga